# Queensway (metrostation)
Queensway is een station van de metro van Londen aan de Central Line. Het station is geopend in 1900 als Queen's Road en hernoemd in 1946. Het ligt tussen Notting Hill Gate en Lancaster Gate.

## Geschiedenis
Het door Harry Bell Measures ontworpen station werd op 30 juli 1900 geopend door de Central London Railway (CLR) , de latere Central Line. Het is een van de weinige nog bestaande gebouwen van Measures die destijds alle stations voor de CLR heeft ontworpen. Het stationsgebouw kreeg een platdak zodat er bovenop verder gebouwd kon worden, in dit geval een hotel. Hoewel vele stations in de binnenstad in het interbellum werden omgebouwd met roltrappen behield Queensway de liften voor het vervoer van reizigers tussen de stationshal en de perrons op 24 meter diepte. Ondergronds bekleedde Measures de tunnelwanden met witte tegels op de lichtopbrengst van de booglampen zo goed mogelijk te benutten. 
De twee liften in het station begonnen na 100 jaar regelmatig storingen te vertonen. Het station werd tussen 8 mei 2005 en 14 juni 2006 gesloten ter vervanging van de liften, dit werd aangegrepen om ook de rest van het station op te knappen. Hierbij is het tegelwerk vervangen door nieuwe tegels en zijn er replica's van de originele lampen aan de gevel gehangen. Het werk moest op 9 mei 2006 worden opgeleverd maar Metronet en de onderhoudsaannemers haalden dit niet en kregen uitstel tot 12 juni 2006. Toen ze dat evenmin haalden kwam Transport for London met een hard geformuleerd persbericht waarin Tim O'Toole, algemeen directeur van London Underground, werd geciteerd: Dit is een verdere, en hopelijk definitieve, pathetische vertraging van een project waar Metronet er niet in geslaagd om het op tijd op te leveren. Op 14 juni 2006 werd het station heropend. 

## Ligging en inrichting
Het station ligt aan de kruising van Queensway en Bayswater Road en tegenover de noordwestelijke hoek van Kensington Gardens. Tijdens de renovatie was het dichtstbijzijnde station Bayswater aan de Circle- en District-lLine, dat zich iongeveer 100 meter noordelijker ook aan Queensway ligt. Hoewel de twee stations dicht bij elkaar liggen, zijn ze niet met elkaar verbonden. Ten oosten van de perrons ligt een overloopwissel zodat metro's uit het oosten bij Queensway kunnen keren al wordt deze niet vaak gebruikt. Het gebied rondom het metrostation Queensway met de nabije straat Westbourne Grove wordt in de toekomstvisie London Plan (2004/2015) aangeduid als een van de 35 major centres in Groot-Londen.